# وبمین
وبمین (به انگلیسی: Webmin) یک ابزار تحت وب برای مدیریت و پیکربندی بخش‌های مختلف سیستم‌عامل است. این ابزار بیشتر در سیستم‌عامل‌های شبه یونیکس استفاده می‌شود اما نسخه‌های اخیر آن در سیستم‌عامل مایکروسافت ویندوز هم قابل استفاده هستند. وبمین یک نرم‌افزار آزاد است و تحت پروانه بی‌اس‌دی عرضه می‌شود. با استفاده از وبمین، می‌توان قسمت‌های داخلی سیستم‌عامل نظیر حساب‌های کاربری، سهمیه‌بندی دیسک سخت، سرویس‌های شبکه، فایل‌های پیکربندی و تعدادی سرویس‌دهنده متن‌باز نظیر کارساز وب آپاچی، پی‌اچ‌پی، مای‌اس‌کیوال و ... را پیکربندی کرد. وبمین تا حد زیادی بر پایه زبان برنامه‌نویسی پرل نوشته شده است و پروسه و سرور وب مخصوص به خودش را دارد. به صورت پیشفرض، برای ارتباط با وبمین از پورت ۱۰۰۰۰ روی پروتکل تی‌سی‌پی استفاده می‌شود. در صورتی که بسته اوپن‌اس‌اس‌ال و ماژول‌های مرتبط پرل هم نصب شده باشد، می‌توان از ارتباطات امن اس‌اس‌ال هم برای کار با وبمین استفاده کرد. وبمین از تعدادی ماژول تشکیل شده است که هر ماژول برای پیکربندی یک قسمت استفاده می‌شود و رابطی برای یک فایل پیکربندی خاص است. ماژول‌ها را می‌توان به دلخواه حذف یا نصب کرد. این طراحی ماژولار، اضافه کردن قابلیت‌های جدید به وبمین را راحت‌تر می‌کند. همچنین داشتن یک معماری ماژولار به هر کسی امکان می‌دهد که ماژول‌های دلخواه خودش را بنویسد. نویسنده اصلی وبمین، جیم کامرون، برنامه‌نویس اهل استرالیا است.

## نوشتارهای مرتبط
- یاست